# 刺邊毛柄蘚
刺邊毛柄蘚（学名：Calyptrochaeta spinosa）为油蘚科毛柄蘚屬下的一个种。